# Frontera entre Alemania y Suiza
La frontera entre los estados modernos de Alemania y Suiza se extiende a 362 kilómetros, principalmente siguiendo el Alto Rin entre el lago de Constanza y Basilea.
Gran parte de la frontera se encuentra dentro de la esfera del área metropolitana de Zúrich y hay un tráfico considerable, tanto para los viajes diarios como para las compras a través de la frontera; la línea S22 del suburbio de S-Bahn Zúrich incluso se extiende a través del territorio alemán, y el municipio suizo de Kreuzlingen forma parte de la conurbación de la ciudad alemana de Constanza. Del mismo modo, el área metropolitana de Basilea incluye territorio tanto en Francia como en Alemania.

## Historia

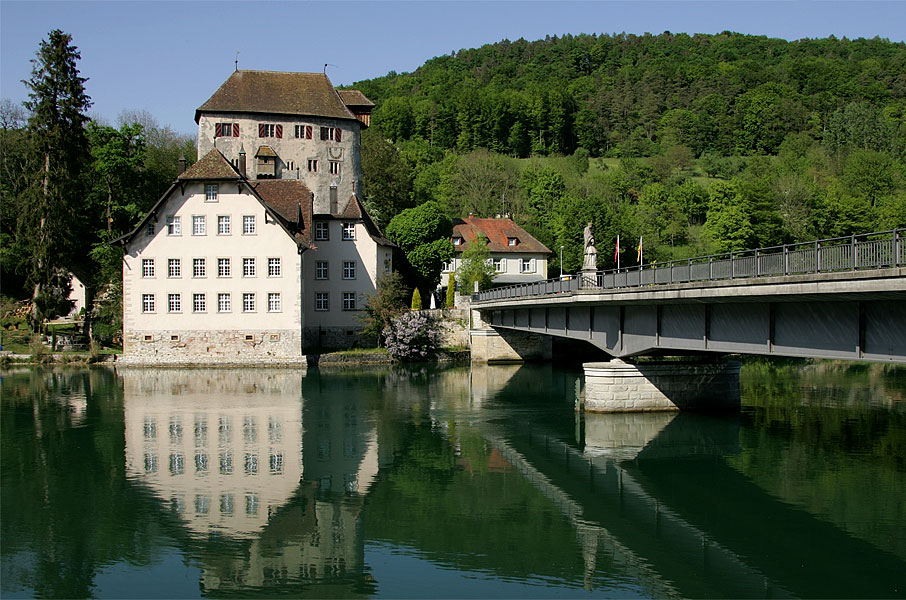
Castillo de Rötteln, Hohentengen am Hochrhein (Alemania) visto a través del Rin desde Kaiserstuhl (Suiza).

El Alto Rin ha tenido el carácter de la frontera norte de la Antigua Confederación Suiza desde la guerra de Suabia y la adhesión de Basilea en 1499-1501, dividiendo la confederación Suiza del círculo de Suabia del Imperio Romano Germano; con la paz de Westfalia de 1648, la frontera adquirió el estatus de una frontera internacional de jure.
Con cambios menores (como la adquisición de Rafzerfeld en 1651), se mantuvo sin cambios desde entonces, incluso a lo largo de la era napoleónica cuando dividió dos estados clientes franceses (República Cisrenana y República Helvética) y más tarde la Confederación del Rin de la confederación suiza restaurada y, finalmente, la Confederación Alemana de la Suiza moderna. La frontera persistió incluso durante la era nazi (aunque con el Anschluss de Austria, la frontera entre Alemania y Suiza incluía técnicamente la frontera entre Austria y Suiza desde 1938 y hasta la formación de la República Federal Alemana en 1949). El 12 de diciembre de 2008, Suiza implementó el Acuerdo de Schengen. Esto eliminó todos los controles de pasaporte para los viajeros que cruzan la frontera; sin embargo, los oficiales de aduanas de ambos países todavía están autorizados para realizar controles de aduanas en los cruces fronterizos, ya que Suiza no está en la unión aduanera de la Unión Europea.
A mediados de 2016, durante la crisis migratoria europea, el gobierno alemán desplegó 90 guardias fronterizos y 40 policías adicionales para reducir el nivel de inmigración ilegal a través de Suiza.

## Geografía

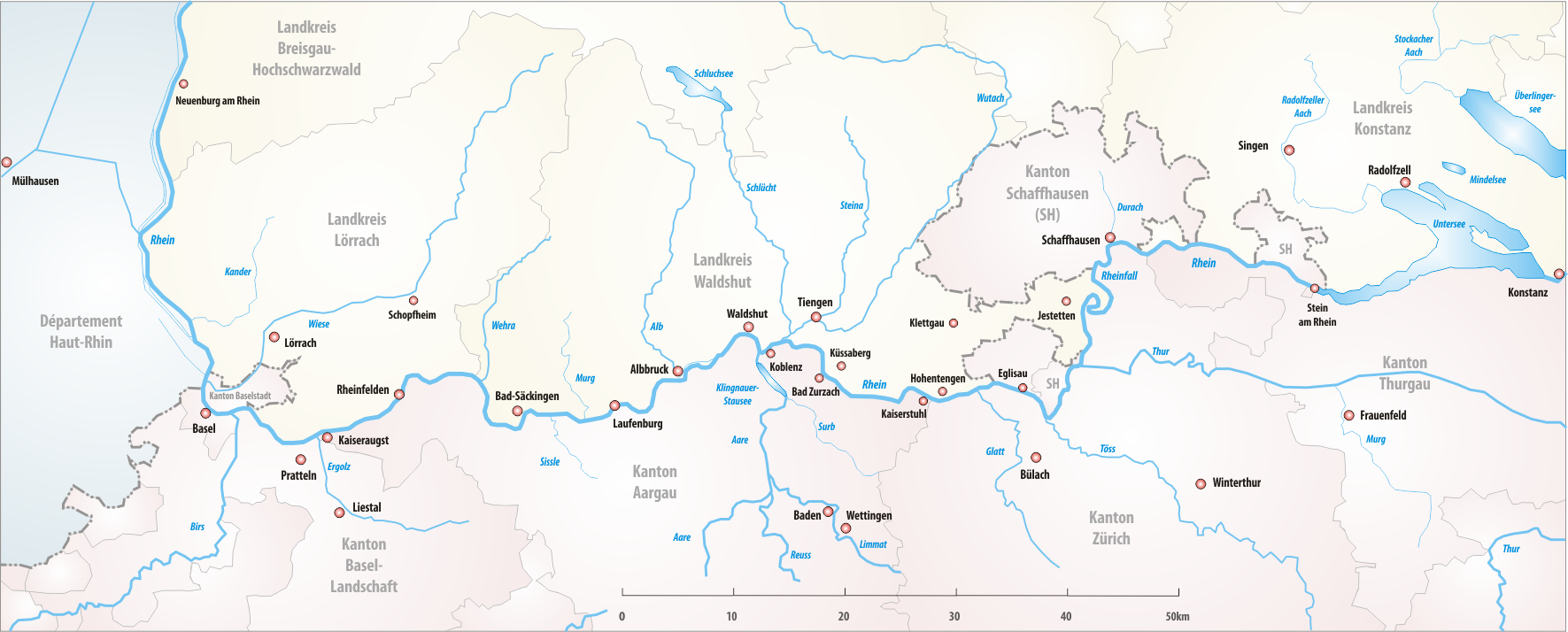
Mapa del Alto Rin.

Mapa del cantón de Schaffhausen y el enclave alemán de Büsingen (en rojo).

La frontera entre Alemania y Suiza comienza en el punto alemán-suizo-austriaco, que se encuentra en el lago de Constanza, aproximadamente a 47° 33′ N 9° 35′ E. La frontera llega a tierra al sur de Constanza. El lago Constanza divide al distrito alemán de Bodensee del cantón suizo de Turgovia. El corto tramo de la frontera (aproximadamente 1,5 kilómetros) que divide a Constanza desde Kreuzlingen comprende el único territorio de Alemania en la orilla izquierda del Alto Rin.
La frontera luego corre a lo largo del lago Unter, pasando al sur de Reichenau. A la salida del lago gira hacia el interior, hacia el norte, dejando a Stein am Rhein dentro de Suiza, así como al municipio de Ramsen (cantón de Schaffhausen). Luego regresa al Rin, incluyendo Gailingen en Alemania, pero luego gira nuevamente hacia el norte para incluir la mayor parte del cantón de Schaffhausen, un territorio de la orilla derecha que incluye la propia ciudad de Schaffhausen, en Suiza, separándola de los distritos alemanes de Schwarzwald-Baar y de Waldshut. Büsingen am Hochrhein (distrito de Constanza) es un enclave alemán que limita con tres cantones suizos, a saber, Zúrich, Schaffhausen y Turgovia.
La frontera regresa al Rin río abajo de las cataratas del Rin, luego separa el distrito de Waldshut del cantón de Zúrich, pero luego se desvía del río para incluir nuevamente la llanura de Rafzerfeld en el distrito de Bülach de Zúrich (un territorio de la margen derecha históricamente adquirido por la ciudad de Zúrich, de los condes de Sulz en 1651). En la corriente de Rafzerfeld, la frontera se adhiere al curso del Rin hasta que ingresa a la ciudad de Basilea, formando el límite norte del cantón de Argovia hasta Kaiseraugst y luego la cantón de Basilea-Campiña (municipios de Pratteln y Muttenz) que limita con el distrito alemán de Lörrach.
Además de la parte derecha de Basilea (Basilea menor), la frontera también incluye los municipios de la orilla derecha de Riehen y Bettingen en el cantón de Basilea-Ciudad. Luego, la frontera cruza la E35 al sur de Weil am Rhein y regresa al Rin, donde termina en el punto franco-alemán-suizo, dividiéndose en las fronteras franco-alemana y franco-suiza. El punto se encuentra en el Rin a 47° 35′ 23" N 7° 35′ 20" E. Un monumento se ha construido cerca de él, conocido como el Dreiländereck.